# Heinz Mandl
Heinz Mandl (* 21. Mai 1937 in München) ist ein deutscher Psychologe und Pädagoge sowie emeritierter Professor für Empirische Pädagogik und Pädagogische Psychologie an der Ludwig-Maximilians-Universität München.

## Leben
Nach dem Abitur (1956) absolvierte Mandl am Institut für Lehrerbildung München-Pasing die Ausbildung für das Lehramt an Grund- und Hauptschulen und arbeitete von 1961 bis 1967 als Lehrer an Volksschulen. Ab 1965 studierte er Psychologie an der Ludwig-Maximilians-Universität München und erhielt 1967 eine Förderassistentenstelle bei Hans Schiefele an der Pädagogischen Hochschule Augsburg. Im Jahr 1971 erwarb er das Diplom, 1975 folgte die Promotion in Psychologie mit den Nebenfächern Erziehungswissenschaft und Soziologie an der LMU. 1978 erhielt er den Ruf an die Uni Tübingen auf die Professur für Erziehungswissenschaft mit Schwerpunkt Empirische Forschung. Zugleich war er dort Leiter der Forschergruppe am Deutschen Institut für Fernstudien. Im Jahr 1990 nahm er den Ruf an die LMU auf den Lehrstuhl für Pädagogische Psychologie und Empirische Pädagogik an.
Von 1995 bis 2000 war er Dekan der Fakultät für Psychologie und Pädagogik. Gastprofessuren nahm er wahr an den Universitäten Fribourg (Schweiz), Helsinki (Finnland), Linz (Österreich), Teheran (Iran), Zürich (Schweiz), Viseu (Portugal). Von 1989 bis 1991 leitete er als Präsident die European Association for Research on Learning and Instruction (EARLI). Für die EARLI organisierte er 1987 in Tübingen „The Second European Conference for Research on Learning and Instruction“. Nach seiner Emeritierung 2003 vertrat er den Lehrstuhl noch bis 2006. Weiterhin war er wissenschaftlich tätig.

## Forschungsschwerpunkte

### Kognitive Entwicklung
Am Institut für Unterrichtsforschung der Pädagogischen Hochschule Augsburg (1967–1978) untersuchte er in der Augsburger Längsschnittstudie im Rahmen seiner Assistentenstelle den Schereneffekt in der kognitiven Entwicklung von Grundschülern. und die Förderung von Dimensionen kognitiver Komplexität im Unterricht.

### Wissenserwerb mit Text, Bild und intelligenten tutoriellen Systemen
Mit der Annahme des Lehrstuhls in Tübingen 1978 forschte er federführend im internationalen Kontext zum Erwerb und zur Förderung elaborativer, reduktiver und metakognitiver Prozesse des Wissenserwerbs mit Text und Bild. Ausgehend von diesem Schwerpunkt wurde er 1985 Mitinitiator des interdisziplinären DFG-Forschungsschwerpunkts „Wissenspsychologie“ (1985–1991), in dem Forscher aus Informatik, Psychologie und Pädagogik beteiligt waren. In diesem Kontext wurden erste Versuche unternommen, Wissenserwerb mit intelligenten tutoriellen Systemen in einer physikalischen Domäne in Kooperation mit dem LRDC Pittsburgh zu analysieren.

### Wissen und Handeln – Wissensmanagement
Die Erkenntnisse aus diesem Schwerpunktprogramm waren ab 1990 die Grundlage für die Münchner Aktivitäten, in denen der Wissenserwerb unter konstruktivistischer Perspektive sowie das situierte und problemorientierte Lernen in den Mittelpunkt rückten. Die Kluft zwischen Wissen und Handeln führte auch zur Initiierung der DFG-Forschergruppe „Wissen und Handeln“ (1995–2001). In diesem Zusammenhang war er 1996 Organisator des 40. Kongresses für Psychologie in München mit dem Schwerpunktthema „Wissen und Handeln“. Die Ergebnisse des Forschungsprogramms fand seinen Niederschlag in der Veröffentlichung „Knowledge and action“. Unter dem Anwendungsaspekt wurde das Thema Wissensmanagement unter individuellen und organisationalen Aspekten in verschiedenen Unternehmen untersucht.

### Netzbasierte Wissenskommunikation
Basierend auf den bisherigen Forschungen kam es zur Mitinitiierung des DFG-Schwerpunktprogramms „Netzbasierte Wissenskommunikation“ (2000–2006). Thema dieses interdisziplinären Forschungsprogramms ist die Analyse und Optimierung des computerbasierten Wissensaustauschs in Lern- und Arbeitskontexten. Im Rahmen der Anwendung digitaler Lehr-Lernformen kam es zur Entwicklung virtueller Seminare mit der Virtuellen Hochschule Bayern (vhb).

### Digitale Wertebildung
In späteren Jahren beschäftigte er sich mit Gamification. und Wertebildung Neben experimenteller Forschung war und ist für Heinz Mandl der Anwendungsaspekt, also die Nutzbarmachung von Forschungsergebnissen für die Praxis, von besonderer Bedeutung.
Kooperationspartner in angewandter Forschung waren u. a. Siemens (Knowledge Master), Telekom (Wissensmanagement), Anderson Consulting (Multimedia), BMW (Selbstreguliertes Lernen), Siemens Stiftung (Wertebildung), Landeshauptstadt München (Bildungscontrolling).

## Gutachter und Preise
Als Gutachter war er tätig für Projekte der Science Foundations der Länder Schweiz, Österreich, Niederlande ferner für die VW Stiftung, Bundesministerium für Bildung und Wissenschaft. Besonders hervorzuheben ist die Tätigkeit als gewählter Gutachter im Rahmen der DFG für Entwicklungspsychologie und Pädagogische Psychologie (1987–1995).
Den Preis für hervorragende Lehre 2000 vom Freistaat Bayern erhielt er für die Implementation virtueller Lernumgebungen an der LMU Im Kontext der virtuellen Hochschulen Bayern.
Von der EARLI erhielt er 2003 den Œuvre Award for Outstanding Contributions to the Science of Learning and Instruction. Heinz Mandl ist Fellow der American Psychological Association und der Educational Research Association. Eine Würdigung seiner Forschungstätigkeit erfolgte in der Zeitschrift Educational Psychological Review, 2018.

## Publikationen (Auswahl)
- G. L. Huber, A. Krapp, H. Mandl (Hrsg.): Pädagogische Psychologie als Grundlage pädagogischen Handelns. Urban & Schwarzenberg, München 1984.
- mit J. R. Levin (Hrsg.): Knowledge acquisition from text and pictures. North Holland, Amsterdam 1989.
- mit Erik de Corte, S. N. Bennett, H. F. Friedrich (Hrsg.): Learning and instruction. Vol. 2.1: Social and cognitive aspects of learning and instruction. Pergamon, Oxford 1990.
- mit E. De Corte, S. N. Bennett und H. F. Friedrich (Hrsg.): Analysis of complex skills and complex knowledge domains. Pergamon, Oxford 1990.
- Erik De Corte, M. C. Linn, H. Mandl, L. Verschaffel (Hrsg.): Computer-based learning environments and problem solving. Springer, Heidelberg 1992.
- S. Vosniadou, E. De Corte, R. Glaser, H. Mandl (Hrsg.): International perspectives on the design of technology supported learning environments. Erlbaum, Mahawah 1996.
- mit Franz Emanuel Weinert (Hrsg.): Psychologie der Erwachsenenbildung. Enzyklopädie der Psychologie, Band 4: Pädagogische Psychologie. Hogrefe, Göttingen 1997.
- mit J. Gerstenmaier (Hrsg.): Die Kluft zwischen Wissen und Handeln. Hogrefe, Göttingen 2000.
- mit G. Reinmann-Rothmeier (Hrsg.): Virtuelle Seminare in Hochschule und Weiterbildung. Huber, Bern 2001.
- mit G. Reinmann-Rothmeier, Christine Erlach, A. Neubauer: Wissensmanagement: Lernen. Beltz, Weinheim, 2001. ISBN 3-407-36376-1
- mit H. F. Friedrich (Hrsg.): Handbuch Lernstrategien. Hogrefe, Göttingen 2006.
- mit J. Zumbach (Hrsg.): Pädagogische Psychologie in Theorie und Praxis. Hogrefe, Göttingen 2008.
- R. Oerter, D. Frey, H. Mandl, L. v. Rosenstiel, K. Schneewind (Hrsg.): Universitäre Bildung – Fachidiot oder Persönlichkeit. Rainer Hampp, München 2012.

## Belege
1. 1 2 3  Homepage Prof. Dr. Heinz Mandl https://www.psy.lmu.de/ffp/persons/emeriti/mandl-heinz/index.html
2. ↑  B. Kopp, H. Mandl: Zur Geschichte des Psychologischen Instituts an der Ludwig-Maximilians-Universität München seit dem späten 19. Jahrhundert. In: A. Stock, W. Schneider (Hrsg.): Die ältesten Institute für Psychologie im deutschsprachigen Raum. Hogrefe, Göttingen 2020, S. 307–357.
3. ↑  H. Mandl: Kognitive Entwicklungsverläufe von Grundschülern. Oldenbourg, München 1975.
4. ↑  H. Mandl, G. L. Huber (Hrsg.): Kognitive Komplexität. Hogrefe, Göttingen 1978.
5. ↑  H. Mandl, N. L. Stein, T. Trabasso (Hrsg.): Learning and comprehension of text. Lawrence Erlbaum, New Jersey 1984.
6. ↑  H. Mandl, H. Spada (Hrsg.): Wissenspsychologie. Beltz PVU, Weinheim 1988.
7. ↑  H. Mandl, A. Lesgold (Hrsg.): Learning issues for Intelligent Tutoring Systems. Springer, New York 1988.
8. ↑  J. Gerstenmaier, H. Mandl (Hrsg.): Wissenserwerb unter konstruktivistischer Perspektive. In: Zeitschrift für Pädagogik. Band 41, Nr. 6, 1994, S. 867–888.
9. ↑  H. Mandl (Hrsg.): Bericht über den 40. Kongress der Deutschen Gesellschaft für Psychologie 1996. Schwerpunktthema: Wissen und Handeln. Hogrefe, Göttingen 1997.
10. ↑  D. Frey, H. Mandl, L. v. Rosenstiel (Hrsg.): Knowledge and action. Hogrefe, Göttingen 2006.
11. ↑  G. Reinmann, H. Mandl (Hrsg.): Psychologie des Wissensmanagements. Hogrefe, Göttingen 2004.
12. ↑  F. Fischer, I. Kollar, H. Mandl, J. M. Haake (Hrsg.): Scripting computer-supported collaborative learning. Springer, New York 2007.
13. ↑  M. Sailer, J. Hense, H. Mandl, M. Klevers: Fostering development of work competencies and motivation via gamification. In: M. Mulder, J. Winterton (Hrsg.): Competence-based vocational and professional education. Springer, Dordrecht 2017, S. 795–818.
14. ↑  H. Mandl, B. Kopp, S. Niedermeier, M. Meixner: Leitfaden „Naturwissenschaften, Technik und Werte.“ Methoden zur Implementierung des Werteaspekts in den naturwissenschaftlich-technischen Unterricht mit Experimento | 8+. Siemens Stiftung, München 2015.
15. ↑  EARLI Œuvre Award for Outstanding Contributions to the Science of Learning and Instruction. vhost0309.web04.level27.be>awards
16. ↑  A. E. Flanigan, K. A. Kiewra, L. Luo: Conversations with four highly productive German Educational Psychologists: Frank Fischer, Hans Gruber, Heinz Mandl, and Alexander Renkl. In: Educational Psychological Review. Band 30, Nr. 1, 2018, S. 303–330.

| Personendaten    | Personendaten      |
| ---------------- | ------------------ |
| NAME             | Mandl, Heinz       |
| KURZBESCHREIBUNG | deutscher Pädagoge |
| GEBURTSDATUM     | 21. Mai 1937       |
| GEBURTSORT       | München            |